# Final da Liga dos Campeões da UEFA de 2016–17
A Final da Liga dos Campeões da UEFA de 2016–17 foi a 62ª edição da decisão da principal competição de clubes da Europa. Ela foi disputada em 3 de junho de 2017 no Millennium Stadium, em Cardiff, País de Gales.

## Local
O Millennium Stadium foi escolhido em reunião do Comitê Executivo da UEFA em 29 de junho de 2015 ocorrida em Praga. Devido a regulamento da UEFA, que não permite em finais estádios com nomes de patrocinadores, para este evento o estádio foi chamado de Estádio Nacional de Gales.

## Preparativos
O ex-futebolista galês Ian Rush foi escolhido pela UEFA como embaixador deste evento.
O prêmio de melhor jogador da final da Liga dos Campeões 2016-17 foi entregue para Cristiano Ronaldo, após marcar dois gols, um sendo o primeiro tento do jogo e o outro o terceiro que praticamente sacramentou a vitória do Real Madrid sobre a Juventus.

## Caminho até a final
Nota: Em todos os resultados abaixo, os gols dos finalistas é dado primeiro (M: mandante; V: visitante).
| Pos. | Equipe        | Pts |
| ---- | ------------- | --- |
| 1    | Juventus      | 14  |
| 2    | Sevilla       | 11  |
| 3    | Lyon          | 8   |
| 4    | Dínamo Zagreb | 0   |

| Pos. | Equipe            | Pts |
| ---- | ----------------- | --- |
| 1    | Borussia Dortmund | 14  |
| 2    | Real Madrid       | 12  |
| 3    | Légia Varsóvia    | 4   |
| 4    | Sporting          | 3   |

## Partida
| 3 de junho de 2017 | Juventus      | 1 – 4     | Real Madrid                                             | Millennium Stadium, Cardiff              |
| 19:45 (UTC+1)      | Mandžukić 27' | Relatório | Cristiano Ronaldo 20', 64' · Casemiro 61' · Asensio 90' | Público: 65 842 Árbitro: GER Felix Brych |

| Juventus | Real Madrid |

| JUVENTUS:            |    |                      |          |     |
|                      |    |                      |          |     |
| G                    | 1  | Gianluigi Buffon     |          |     |
| Z                    | 15 | Andrea Barzagli      |          | 66' |
| Z                    | 19 | Leonardo Bonucci     |          |     |
| Z                    | 3  | Giorgio Chiellini    |          |     |
| M                    | 23 | Dani Alves           |          |     |
| V                    | 5  | Miralem Pjanić       | 66'      | 71' |
| V                    | 6  | Sami Khedira         |          |     |
| M                    | 12 | Alex Sandro          | 70'      |     |
| M                    | 21 | Paulo Dybala         | 12'      | 78' |
| A                    | 9  | Gonzalo Higuaín      |          |     |
| A                    | 17 | Mario Mandžukić      |          |     |
| Substituições:       |    |                      |          |     |
| G                    | 25 | Neto                 |          |     |
| Z                    | 4  | Mehdi Benatia        |          |     |
| LD                   | 26 | Stephan Lichtsteiner |          |     |
| M                    | 7  | Juan Cuadrado        | 72', 84' | 66' |
| M                    | 8  | Claudio Marchisio    |          | 71' |
| M                    | 18 | Mario Lemina         |          | 78' |
| M                    | 22 | Kwadwo Asamoah       |          |     |
| Treinador:           |    |                      |          |     |
| Massimiliano Allegri |    |                      |          |     |

| REAL MADRID:    |    |                   |       |     |
|                 |    |                   |       |     |
| G               | 1  | Keylor Navas      |       |     |
| LD              | 2  | Daniel Carvajal   | 42'   |     |
| Z               | 4  | Sergio Ramos      | 31'   |     |
| Z               | 5  | Raphaël Varane    |       |     |
| LE              | 12 | Marcelo           |       |     |
| V               | 14 | Casemiro          |       |     |
| M               | 19 | Luka Modrić       |       |     |
| M               | 8  | Toni Kroos        | 53'   | 89' |
| A               | 22 | Isco              |       | 82' |
| A               | 9  | Karim Benzema     |       | 77' |
| A               | 7  | Cristiano Ronaldo |       |     |
| Substituições:  |    |                   |       |     |
| G               | 13 | Kiko Casilla      |       |     |
| Z               | 6  | Nacho             |       |     |
| LD              | 23 | Danilo            |       |     |
| M               | 16 | Mateo Kovačić     |       |     |
| M               | 20 | Marco Asensio     | 90+1' | 82' |
| A               | 11 | Gareth Bale       |       | 77' |
| A               | 21 | Álvaro Morata     |       | 89' |
| Treinador:      |    |                   |       |     |
| Zinédine Zidane |    |                   |       |     |

|  | Regulamento - 90 minutos. - 30 minutos de Prorrogação caso haja empate no tempo normal. - Persistindo o empate, o vencedor será decidido em disputa de penalidades máximas. - Sete jogadores substitutos, mas apenas 3 podem ser usados. |